# Simone Tomassini

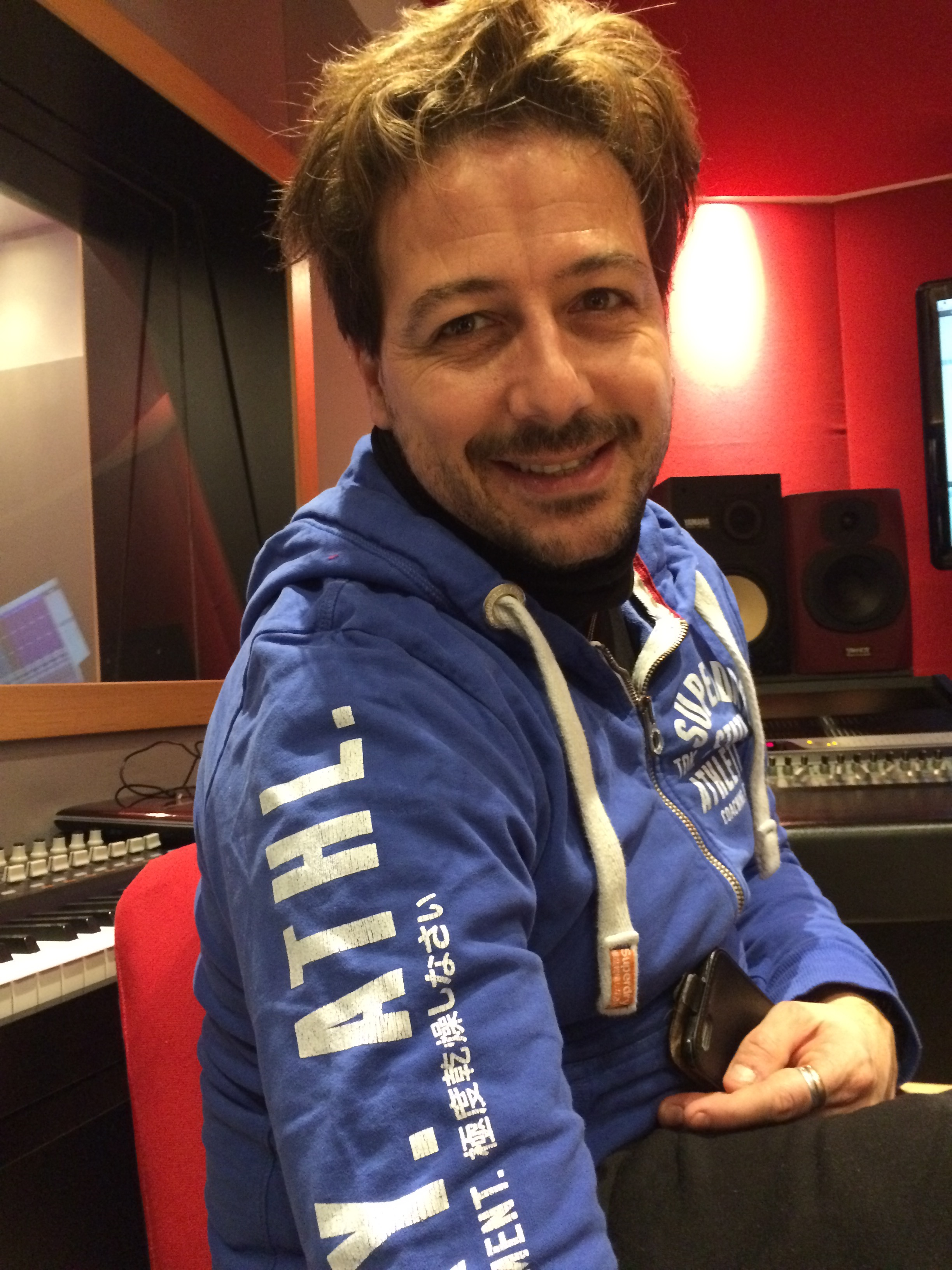

Simone Tomassini nació en Como el 11 de mayo de 1974. Debutó en el Festival de San Remo 2004 con "E' Stato tanto tempo fa", clasificándose duodécimo, siendo el único principiante que, gracias a la fuerte presencia en todas las clasificaciones radiofónicas, participó en tres etapas del Festivalbar 2004, obteniendo mucho éxito. Ese mismo verano abrió todos los conciertos del tour "Buoni o Cattivi" de Vasco Rossi en Italia,
y mientras su primer álbum, "Gironi", se colocaba muy bien en las clasificaciones de venta, "Il mondo che non c'e'" ("El mundo que no es"), segundo sencillo extrapolado, fue uno de los temas más escuchados en el verano de 2004. En marzo del 2005, Simone acepta la invitación de Simona Ventura (famosa presentadora televisiva italiana) y participa a la segunda edición de Music Farm, clasificándose en tercer lugar. En mayo del mismo año sale el segundo álbum, "Buon viaggio", seguido por el tour en toda la península italiana. Participó en dos etapas del Festivalbar 2005, al Tim Tour 2005, y abrió nuevamente todos los conciertos de Vasco Rossi del "Buoni o cattivi Tour 2005".
El 20 de octubre registra un lleno en el teatro Alcatraz de Milán. El evento viene inmortalizado en un DVD, "Simone Live 05 Alcatraz Milano", y se coloca inmediatamente en los primeros puestos de las clasificaciones de ventas. En mayo del 2006, bajo la producción artística y los arreglos del maestro Vince Tempera, publicó su tercer álbum, "Sesso, gioia e Rock'n'roll", donde se destaca la versión en italiano
del famoso tema "Don't cry", de Guns N' Roses; mientras tanto, la canción "Fuori come un balcone" viene seleccionada por Jerry Calà como banda sonora de su película "Vita Smeralda". En el mes de mayo del 2007 sale "Niente da perdere", primer sencillo de la discografía de Simone, que permanece por 60 días en el primer lugar de las clasificaciones de venta de iTunes. En diciembre del 2008 Simone vence el MTV
Contest con "Va tutto bene". Su rock italiano de ambiente internacional sobrepasa los confines italianos y en noviembre de 2009 lo lleva a sonar en algunos de los clubes más importantes del escenario musical de Nueva York. Allí, Simone es acogido por un público internacional, en escenarios donde se han exhibido grandes artistas, como Mick Jagger, Prince, Elvis Presley, Bob Dylan y otros. En noviembre del 2010 salió en Italia el sencillo "Ho scritto una canzone" ("He escrito una canción"). El 29 de abril de 2011, la canción "Caduta libera" anticipa el esperado cuarto álbum, "Simone Tomassini". El disco es una mirada del mundo visto con los ojos de Simone, su mundo, con la dosis habitual de frescura, amor e instinto que han distinguido siempre el talento de este artista.
3 discos/álbumes: 
"Giorni" (2004)
```
http://itunes.apple.com/it/album/giorni/id48924911
```

"Buon viaggio" (2005)
http://itunes.apple.com/it/album/buon-viaggio/id62627576 
"Sesso, gioia e rock'n'roll" (2006)
http://itunes.apple.com/it/album/sesso-gioia-rock-n-roll/id307480545 
Single: "Niente da Perdere" (2007)
http://itunes.apple.com/it/album/niente-da-perdere-single/id257893034 
"Simone Live 05 Alcatraz Milano" -DVD- (2005)
http://www.musicafilm.it/dvd-musicali/live-05-alcatraz-milano-simone.html
Canciones de éxito: 
"E' stato tanto tampo fa" (Sanremo 2004)
(http://www.youtube.com/user/simonetomassini?feature=mhum#p/u/0/akquYeRA69A) 
"Il mondo che non c'è" (Festivalbar 2005)
(http://www.youtube.com/watch?v=EmdjEBSYMTQ&feature=related) 
"Giorni"(escrita con Vasco Rossi)
(http://www.youtube.com/watch?v=kICLp_IUrDE) 
"Ci sarà il sole" (Musicfarm 2005)
(http://www.youtube.com/watch?v=xYFaLhAlwLg) 
"Quando sei ragazzo" (Festivalbar 2005)
(http://www.youtube.com/watch?v=XXX59Cb1ppQ&feature=related) 
"Fatto di cartone" (Festivalbar 2005)
(http://www.youtube.com/watch?v=L-fHbWb3vAs&ob=av2n) 
"Fuori come un balcone"
(banda sonora de una película de Jerry Calà)
(http://www.youtube.com/watch?v=iLu97CB5mL8)
(Cameo de Denny Mendez, ex miss Italia) 
"Niente da perdere" (dos meses en el primer puesto en I-tunes 2007)
(http://www.youtube.com/watch?v=ZS5zpp1Axqs) 
"Va tutto bene" (MTV contest 2008)
(http://www.youtube.com/watch?v=gXn9CLmOxys&feature=related)
- Borghetti, Fabio, "Simone, Vertemate riabbraccia il figlio famoso che torna e canta per gli amici", La Provincia, 23 de junio de 2008 (en italiano, visto 22 de abril de 2010)
- Borghetti, Fabio, "Simone, il popolo dei fans risponde all'appello", La Provincia, 25 de enero de 2009 (en italiano, visto 22 de abril de 2010)
- Borghetti, Fabio, "Simone: «Aspetto il verdetto su Sanremo Ma non so restare lontano dal palco»", La Provincia, 1 de enero de 2010 (en italiano, visto 22 de abril de 2010)
- Brescia Oggi, "Sesso, gioia e rock'n'roll, È la proposta di Simone", 21 de agosto de 2009 (en italiano, visto 22 de abril de 2010)
- Fegiz, Mario Luzzatto, Simone: «Un incidente ha cambiato la mia vita», Corriere della Sera, marzo de 2004 (en italiano, visto 22 de abril de 2010)
- Festivalbar, Artisti: Simone", 2004 (en italiano, visto 22 de abril de 2010)
- Il Quotidiano, "Simone Tomassini in concerto a Ripatransone" 28 de julio de 2006 (en italiano, visto 22 de abril de 2010)
- ANSA, "Como: Il Borgo torna al Sinigaglia", 21 de septiembre de 2008 (reimpreso en el sitio oficial Fondazione Stefano Borgonovo) (en italiano, visto 22 de abril de 2010)
- La Provincia, "Simone, concerto tutto rock ed energia: da ricordare", 19 de julio de 2009 (en italiano, visto 22 de abril de 2010)
- La Repubblica, Festival Sanremo 2004 (en italiano, visto 22 de abril de 2010)
- Libero, "La Dolce Vita Smeralda", 13 de julio de 2006 (en italiano, visto 22 de abril de 2010)
- Moroni, Anna "Non ho niente da perdere", Sorrisi e Canzoni TV, 4 July 2007 (en italiano, visto 22 de abril de 2010)
- RAI, Music Farm: Cantanti, 2005 (en italiano, visto 22 de abril de 2010)